# Betschwanden
Betschwanden (toponimo tedesco) è una frazione di 182 abitanti del comune svizzero di Glarona Sud, nel Canton Glarona.

## Geografia fisica
Betschwanden si trova nella valle del fiume Linth, con il villaggio situato sulla riva orientale del fiume, a un'altitudine di circa 600 metri). Il villaggio di Rüti si trova a sud e Diesbach a nord. Sopra il villaggio, a est, si trova il monte Kärpf (2.794 metri)
Betschwanden ha una superficie, come definito dai precedenti confini comunali nel 2006, di 9,74 km². Di questa superficie, il 36% è utilizzato per scopi agricoli, mentre il 29,8% è coperto da foreste. Del resto del territorio, l'1,1% è abitato (edifici o strade) e il resto (33,1%) è improduttivo (fiumi, ghiacciai o montagne).[4]

## Storia

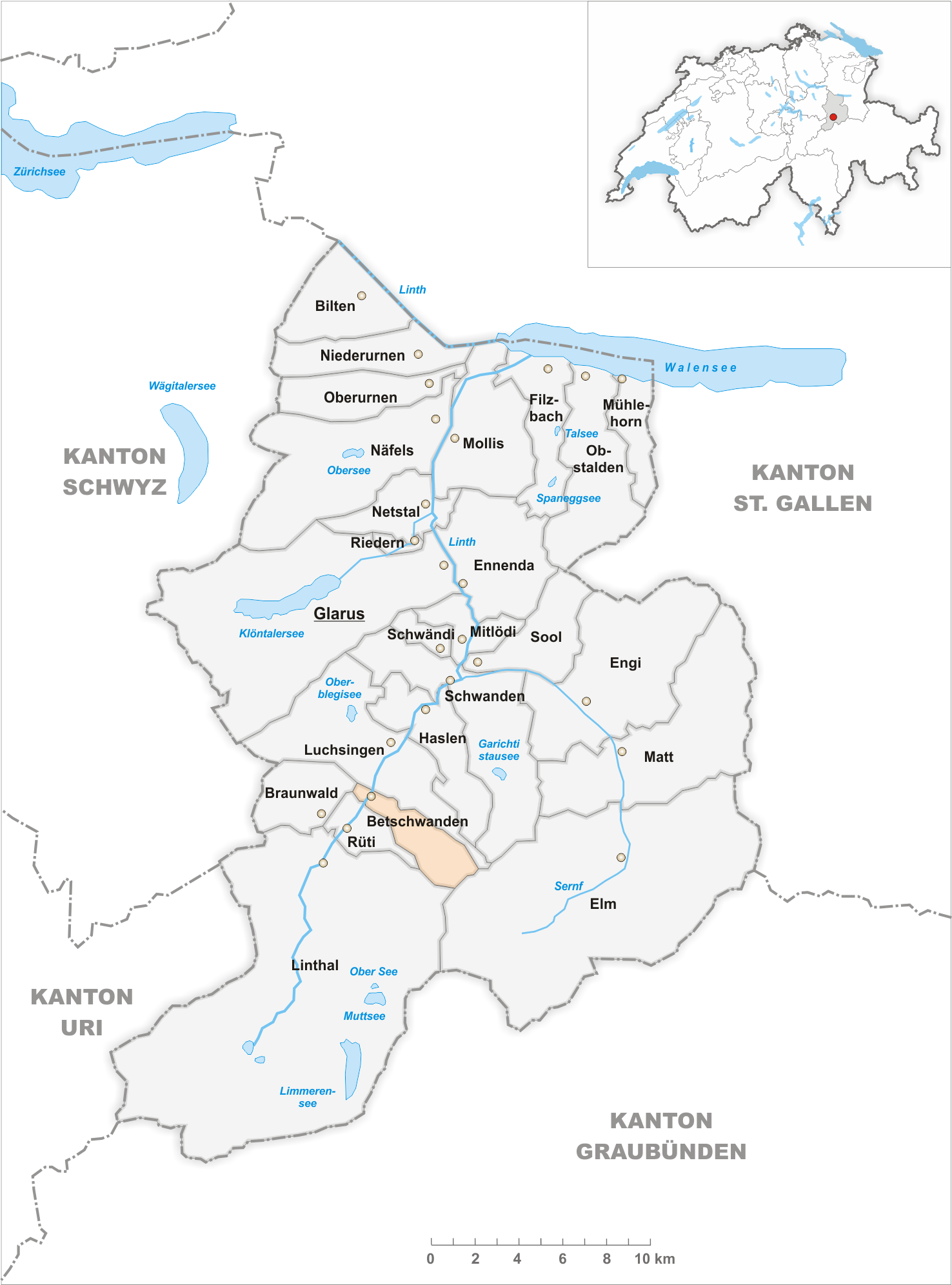
Il territorio del comune di Betschwanden prima degli accorpamenti comunali del 2011

Betschwanden viene menzionato per la prima volta nel 1240 nell'espressione "in Beswando".
Fino al 1395 Betschwanden era obbligata a pagare decime e tasse all'abbazia di Säckingen
Già comune autonomo che si estendeva per 9,74 km², il 1º gennaio 2011 è stato accorpato agli altri comuni soppressi di Braunwald, Elm, Engi, Haslen, Linthal, Luchsingen, Matt, Mitlödi, Rüti, Schwanden, Schwändi e Sool per formare il nuovo comune di Glarona Sud.

## Monumenti e luoghi d'interesse

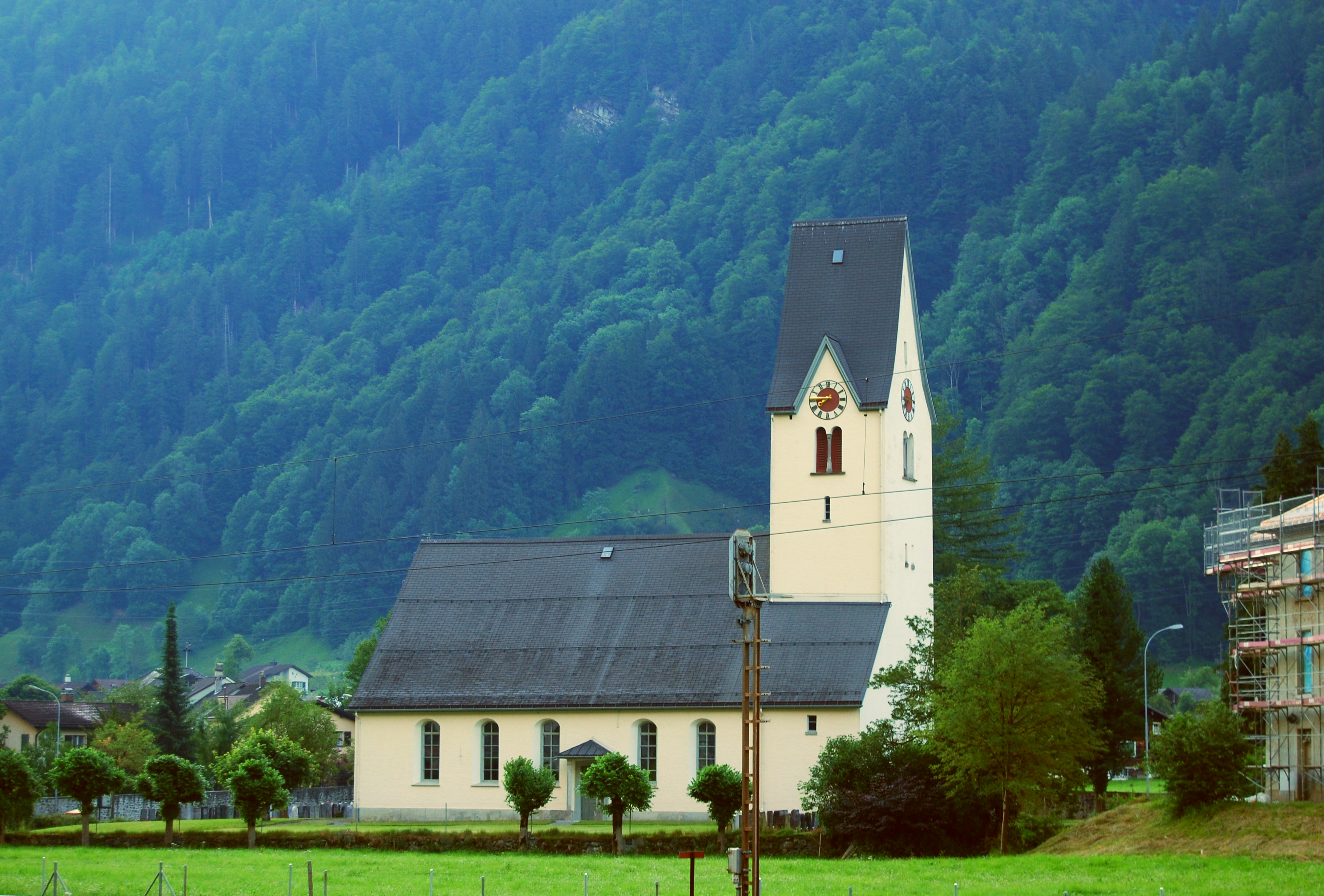
La chiesa riformata

- Chiesa riformata, eretta nel XIV secolo[1].

## Società

### Evoluzione demografica
L'evoluzione demografica è riportata nella seguente tabella:
Abitanti censiti

## Infrastrutture e trasporti
La località è servita dalla stazione di Diesbach-Betschwanden sulla ferrovia Ziegelbrücke-Linthal (linea S25 della rete celere di Zurigo).

## Amministrazione
Ogni famiglia originaria del luogo fa parte del comune patriziale che ha la responsabilità della manutenzione di ogni bene comune.